# Klas Lestander
Klas Lestander (n. 18 aprilie 1931, Arjeplog, Comitatul Norrbotten, Suedia – d. 13 ianuarie 2023, Arjeplog, Comitatul Norrbotten, Suedia) a fost un biatlonist ce a reprezentat Suedia, medaliat olimpic. A participat la o ediție a Jocurilor Olimpice (1960) în care a câștigat o medalie de aur.

## Participări
Lista de mai jos prezintă principalele competiții la care a participat Klas Lestander de-a lungul carierei.
- biathlon at the 1960 Winter Olympics – men's 20 kilometre[*]